# Þórisstaðavatn
Der Þórisstaðavatn (auch Glammastaðavatn) ist ein  See in Island. Er liegt in der Gemeinde Hvalfjarðarsveit in der Region Vesturland im Westen des Landes.

## Geografie
Südöstlich des Berges Skarðsheiði liegen im Svínadalur die drei miteinander verbundenen Seen Eyrarvatn, Þórisstaðavatn und Geitabergsvatn. 
Der mittlere See Þórisstaðavatn hat eine Fläche von etwa 1,37 km². Seine größte Tiefe beträgt rund 24 m und er liegt etwa 71 m über dem Meeresspiegel.
Den Þórisstaðavatn und den Geitabergsvatn verbindet der Fluss Þverá, zwischen dem Þórisstaðavatn und dem Eyrarvatn fließt der kleine Fluss Selós.
Südlich des Þórisstaðavatn befindet sich der namensgebende Ort Þórisstaðir sowie der Berg Þúfufjall.

## Angeln
Die drei Seen  Eyrarvatn, Þórisstaðavatn und Geitabergsvatn sind als Angelgebiete ausgewiesen.

## Verkehr
Am Südufer des Sees verläuft die Straße Nr. 50, am Nordufer liegt die Straße 502.